# 𛀁

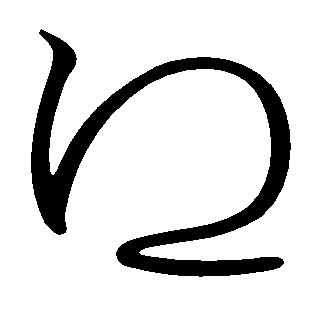
Hiragana Ye, oficializado no código U+1B001 na sexta versão da Unicode, no intervalo Suplemento de Kana (1B000 - 1B0FF)

𛀁 (rōmaji: ye) é um caractere arcaico, pertencente ao yagyō do sistema silábico hiragana da língua japonesa. A Unicode na sua sexta versão formalizou U+1B001 como sendo a deste kana, já que foi reservado o intervalo 1B000–1B0FF para (e como é chamado) suplemento de kana (Inglês: Kana supplement).